# Арташшумара
Арташшумара (англ. Artashumara) — цар в хуритському царстві Мітанні. Царювання його було коротким (скоріш за все 1385 — 1380 до н. e.), відомо, що цар Арташшумара був вбитий своїм родичем Артадамою II. Однак влада після нього перейшла до його брата Тушратти.
| Попередник  | Цар Мітанні          | Наступник |
| ----------- | -------------------- | --------- |
| Шуттарна II | 1385 — 1380 до н. е. | Тушратта  |

## Сучасники Арташшумари (1385–1380рр. до н.е.) царя Мітанні
| Єгипет                        | Ассирія                  | Хетти                      |
| ----------------------------- | ------------------------ | -------------------------- |
| Аменхотеп ІІІ (1405(02)—1367) | Еріба-Адад І (1391–1366) | Тудхалія III (1400–1380)   |
|                               |                          | Суппілуліума І (1380–1334) |